# Chamberlainia erythrorrhiza
Chamberlainia erythrorrhiza là một loài Rêu trong họ Brachytheciaceae. Loài này được (Schimp.) H. Rob. mô tả khoa học đầu tiên năm 1962.